# Jacques Le Goff
Jacques Le Goff (Toló, França, 1 de gener de 1924-1 d'abril de 2014) fou considerat un dels historiadors més experts en l'Edat Mitjana. A les seves obres intentà transmetre la vida quotidiana del període i no solament les grans fites militars i polítiques. Va rebre vuit doctorats honoris causa, la medalla d'or del CNRS i diversos guardons de societats històriques, entre altres reconeixements.
Va ser reconegut per Fernand Braudel i Maurice Lombard, que va presidir el seu tribunal d'agrégation. Durant gairebé set dècades va renovar l'ofici de medievalista, i va conferir dignitat i caràcter.
La seva tesi principal radica en l'especificitat del període medieval, que no era una simple transició fosca entre l'Antiguitat clàssica i el Renaixement, com va instaurar l'humanisme, ni tan sols un període bàrbar i instintiu com reclamava el Romanticisme. Le Goff va buscar les bases de moltes institucions modernes en els segles d'esplendor del feudalisme i va iniciar la recerca d'alguns personatges claus, menystinguts fins al moment. Igualment va reivindicar la importància del Purgatori, el culte a la Verge Maria o el lligam entre guerra i religió com a aspectes cabdals en els segles posteriors.

## Algunes obres destacades
- Pour un autre Moyen Âge, 1977
- La Naissance du purgatoire, 1981
- L'Imaginaire médiéval, 1985
- L'Homme médiéval, 1994
- La Civilisation de l'Occident Médiéval, 1997
- Un Moyen Âge en images, 2000
- Cinq personnages d'hier pour aujourd'hui: Bouddha, Abélard, saint François, Michelet, Bloch, 2001
- L'Europe est-elle née au Moyen Âge?, 2003